# بلڤيو
بليفيو؛ ( تعرف ب كومسكو ) هي تعتبر بلده (بلدية) تقع في مقاطعه كومو الايطاليه في اقليم لومباردي حيث تقع بمسافه 40 كيلومتر (٢٥ميل)شمال ميلان و حوالي بالتقريب 2 كيلومتر (1 ميل) شمال شرق كومو حيث انها تطل على شرق الشاطئ للبحيره ، تعتبر كومو من المنحدرات الجبليه التي تبدا ب اكثر من 200 مترا اي 660 قدماً
تقع مدينة بيلڤو على حدود بلديات تشمل : بريونات ، كيرنبو ، كومو ، مولتراس ، تورنو.

## تاريخ البلد
تضم بيلفو بلديه من سبع قرى ، تسمى "المدن السبعه " والتي تشمل كابوفيكو ، كازانور ، جيرولا ، ماجانيكو ، ميزوفيكو ، سوبرافيلا ، سورتو) ، أهمها كابوفيكو ، و هيا الأقرب إلى بحيرة كومو من حيث المسافه. تمتد منطقة البلدية من 200 إلى 1,140 متر (660 إلى 3,740 قدم) فوق مستوى البحر.
يمكن العثور على اسم المدينه الاصليه سلتيك ليغوريا "بيلوليلس" (اللاتينية "فيفو - لايف" ، الويلزية "byw" ، الأيرلندية القديمة "biu - I used to be" والأنجلو سكسونية "بير - I am "،" الهندو جرمانية "bheou").
في عام 1497 ، أعطى حاكم ميلان لودوفيكو سفورزا إقطاعية بلفيو ، مع بعض القرى المجاورة ، لعشيقة لودوفيكا كريفيلي. في القرون التالي ، ارتبط بيلڤو ارتباطًا وثيقًا بـ كومو وأصبحت أخيرًا إقطاعية لعائلة تانزا الأرستقراطية ، التي كانت ثروتها قائمة على صناعة الحرير. بنى الكونت أنطونيو فون تانزي بلڤيو ، الذي عززه آل هابسبورغ بسبب نشاطه المصرفي حيث بنيت له فيلا كبيرة على صخور بيرلاسكا العظيمه التي أصبحت الآن جزءًا من بلدة تورنو المجاورة. في عام 1798 ، أصبحت الفيلا والقرية ملكًا العائلتين تافيرنا وبوروميو ، وهما من أكثر العائلات ثراءً من الطبقة الأرستقراطية في ميلانو ، قبل أن يتم إنشاؤها كمدينة حرة بعد غزو النابليون لايطاليا القديمه استمر فرع صغير جدا تديره العائله نفسها منذ قرون ، حصلوا على لقب الدور ڤون تانز من قبل آل هابسبورغ وهذا جعلهم يحتفظون بممتلكات شاسعة من الأراضي في بيلڤو و تورنو القريبة حتى مطلع أوائل عام 1900. انضم بيلڤو إلى مملكة سردينيا في عام 1859 ولاحقًا مملكة إيطاليا في عام 1861 ، بعد غزو جيش بييمونتي في لومباردي. استضافت الفلل العديدة التي كانت مطله على البحيرة عددًا من المشاهير الإيطاليين والعالميين ، بما يشمل في ذلك المطربين والممثلين والرياضيين.

## وصلات خارجية
- https://web.archive.org/web/20070821062928/http://www.blevioinlinea-glv.it/index.htm -
- http://maps.google.it/maps؟oi=eu_map&q=Blevio&hl=it -
- https://web.archive.org/web/20071217045759/http://www.passolento.it/erratici.htm -
- https://web.archive.org/web/20070716051017/http://www.archeologicacomo.org/main.html؟cat=4&scheda=47٪23